# Маунт-Баффало
Ма́унт-Ба́ффало, реже Ма́унт-Бу́ффало (англ. Mount Buffalo National Park) — национальный парк в штате Виктория, Австралия. Основанный в 1898 году, является одним из старейших национальных парков континента.

## География, описание
Парк площадью 310 км² находится на территории Австралийских Альп. «Сердцем» парка является гора Баффало высотой 1723 метра над уровнем моря. Гидрография парка включает в себя реки Овенс и Бакленд, а также водохранилище Катани, на берегу которого организована зона отдыха с ноября по апрель. Хоть скалы парка и не очень многочисленны, есть места, где желающие могут заняться скалолазанием, дюльфером и дельтапланеризмом. Зимой (июнь—август) в парке открыты лыжные трассы суммарной протяжённостью более 14 километров и трассы для тобоггана. Предусмотрены тропы для пеших прогулок общей протяжённостью более 90 километров и дорожка для велосипедистов длиной 20,9 км и средним уклоном в 4,8 %. Ближайшие к парку более-менее крупные населённые пункты: Миртлфорд на севере, Порепунка и Брайт на востоке.

## История
Гора Баффало была так названа исследователями Гамильтоном Хьюмом и Уильямом Ховеллом во время их экспедиции в 1824 году, так как она напомнила им своей формой бизона. Вскоре на плато стали подниматься золотоискатели и ботаники, а с 1880-х годов — туристы.
Парк был образован 4 ноября 1898 года, тогда он занимал площадь 11,66 км², охватывая гору Баффало и окружающее плато. Немалую роль в появлении парка сыграла Элис Мэнфилд — девушка, горный проводник, натуралист и фотограф, которая своей необычной профессией и манерой одеваться (в брюки) привлекала в эти края многочисленных туристов. В 1908 году была проложена дорога на плато к одинокому шале Мэнфилд, а площадь парка увеличена до 104,06 км². Почти век, с 1910 по 2007 год в этом доме, который в 1930-х годах был продан «Железным дорогам Виктории», путешественники могли найти себе приют, поесть в оборудованном здесь ресторане, пока шале не было закрыто. В 1957 году в парке был полностью запрещён выпас скота. В 1980 году площадь парка была расширена до нынешних 310 км².
В конце 2006 года парк пострадал от пожаров, в частности, едва удалось отстоять историческое шале Элис Мэнфилд (в 2007 году оно всё равно было закрыто и заброшено, так как срок владения «Железными дорогами Виктории» кончился, и никто не захотел брать на себя обязательства по дальнейшему сохранению этого здания). 7 ноября 2008 парк был включён в Список национального австралийского наследия.

## Фауна и флора
В связи со значительным перепадом высот: от 300 метров над уровнем моря на севере, до 1700 метров в центре и на юге парка, здесь живут самые разные типы животных. В лесах у подножия скал водятся кенгуру, валлаби, поссумы, сумчатые летяги. На плато много диких крыс и мышей. В щелях скал в огромных количествах селятся колонии моли вида Agrotis infusa: её поедают круглые сутки, днём — птицы, ночью — летучие мыши, но меньше её от этого не становится. Это насекомое настолько богато белком, что собирать эту моль гроздьями для пропитания приходили в эти места аборигены с незапамятных времён. На скалах в небольших количествах гнездятся сапсаны, а попугаи розеллы встречаются в любой точке парка.
Что касается растений, на склонах много эвкалиптов вида Eucalyptus chapmaniana, с высоты 1100 метров над уровнем моря появляется Eucalyptus delegatensis, с 1300 метров — Эвкалипт малоцветковый, а на самой высокой точке парка, горе Баффало, произрастает редкий эвкалипт-эндемик — Eucalyptus mitchelliana. Среди других растений-эндемиков парка можно отметить Grevillea alpivaga и Acacia phlebophylla. В болотистых местах парка много сфагнума.

## См. также

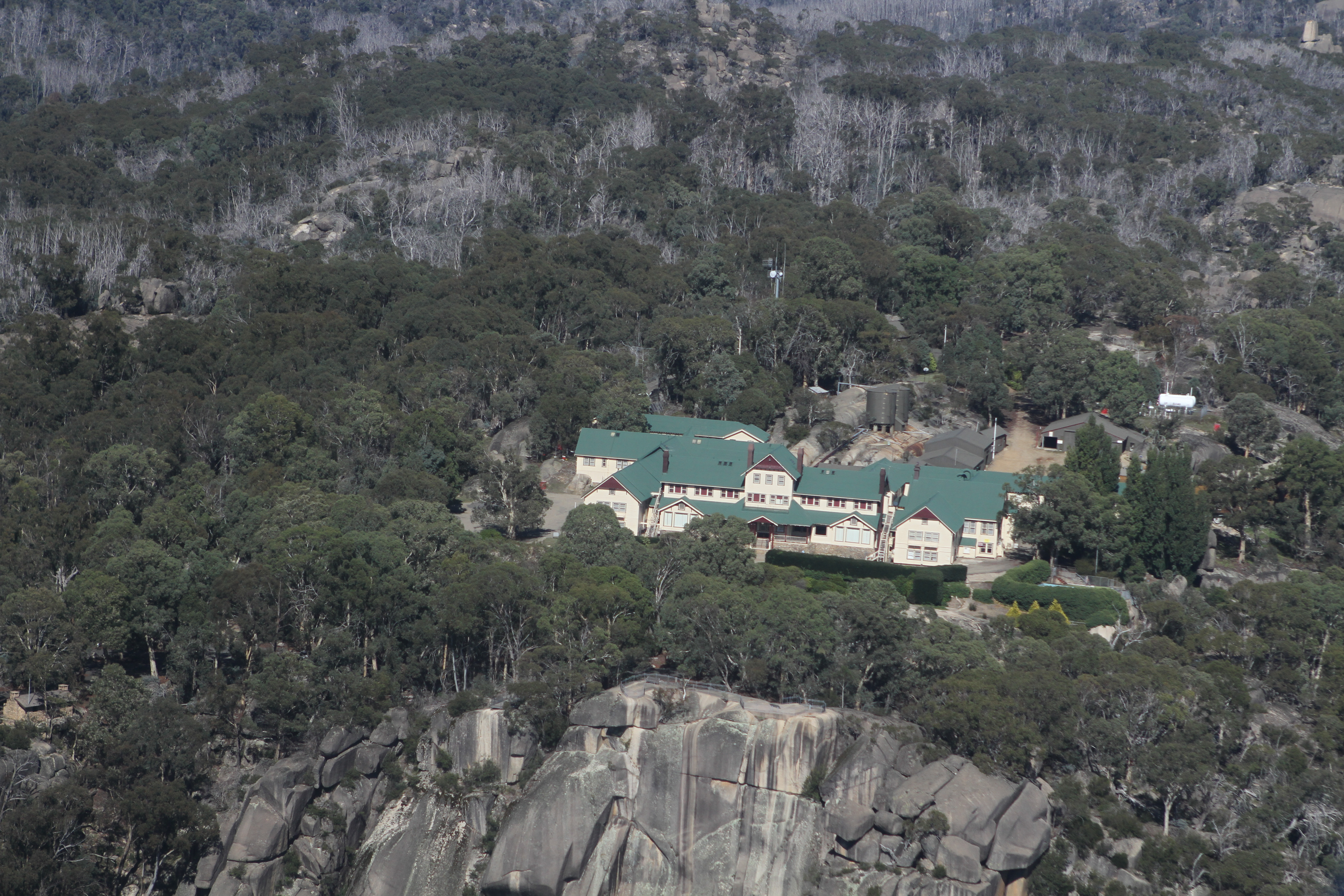
Шале Элис Мэнфилд…
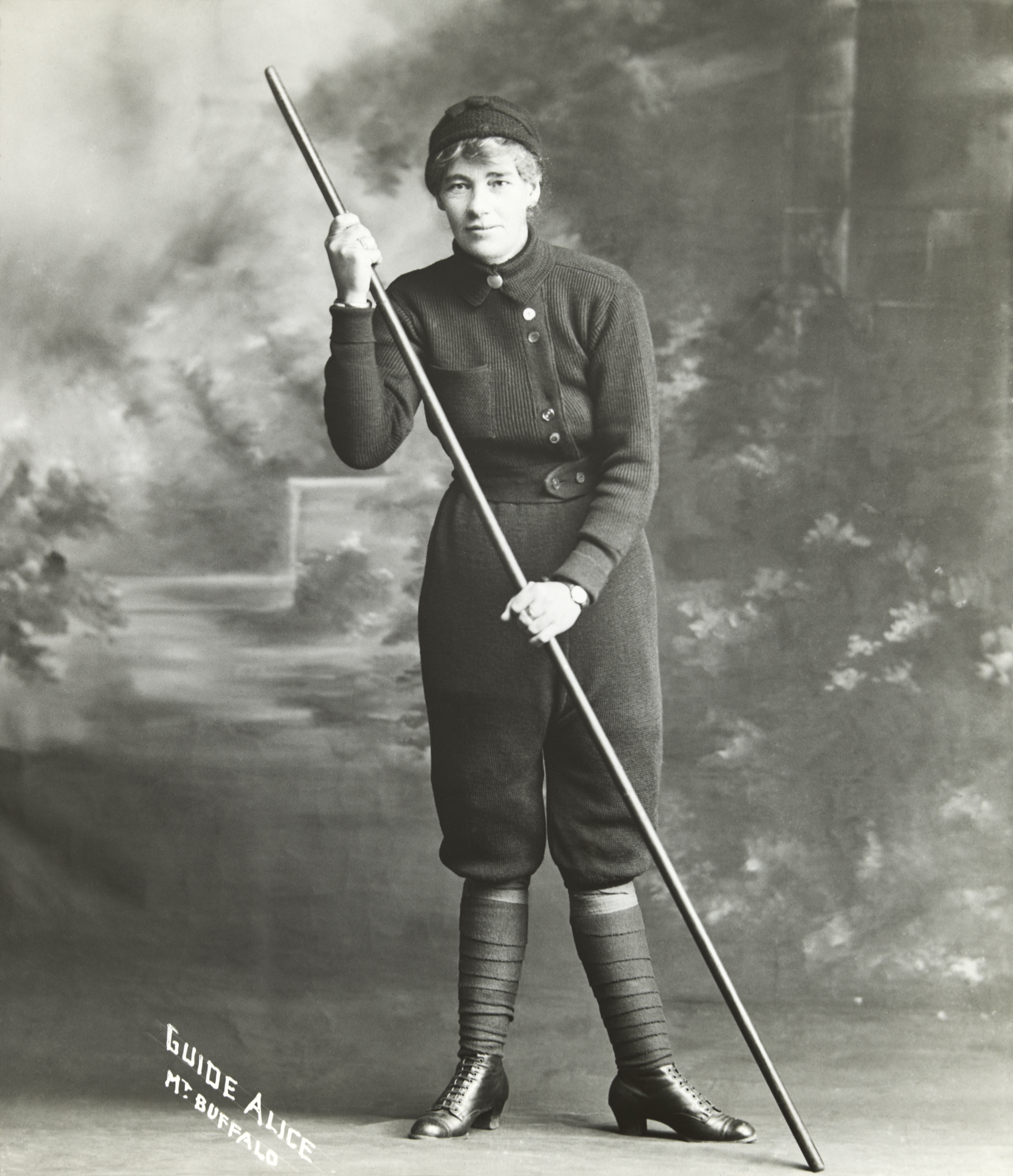
… и его первая хозяйка.
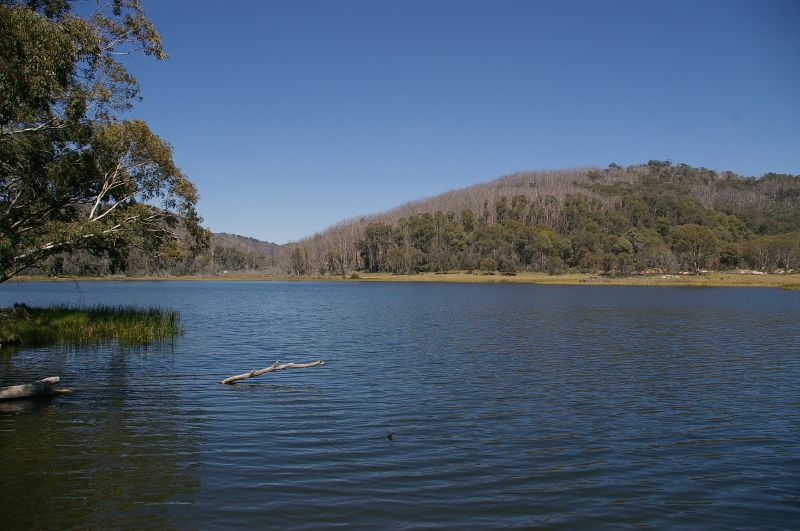
Водохранилище Катани (озеро)
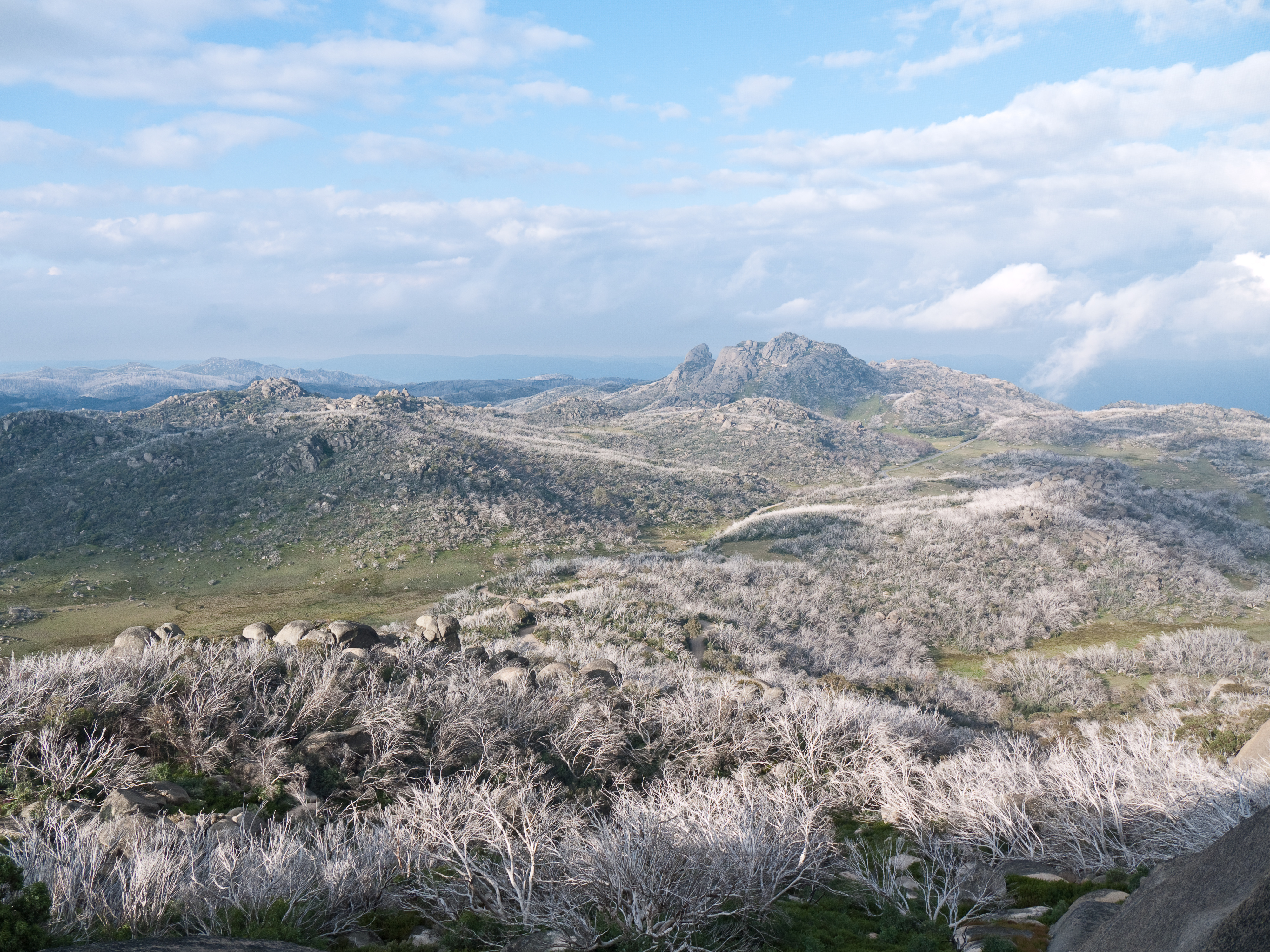
Плато
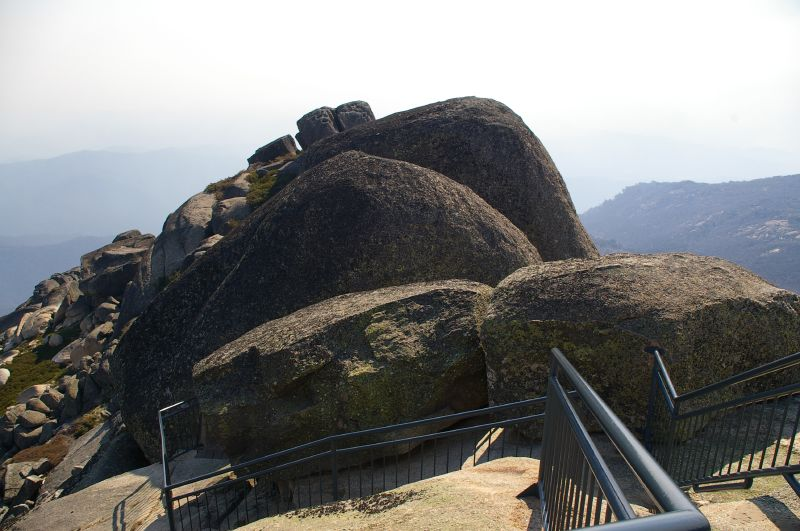
Рог (гора Баффало) — высшая точка горы Баффало и всего парка Маунт-Баффало